# 愛達荷領地

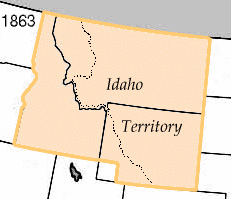
1863年時的愛達荷領地

愛達荷領地（英語：Idaho Territory）是美國歷史上的一個合併建制領土，存在於1836年3月4日至1890年7月3日之間。愛達荷領地的領土系由俄勒岡領地、華盛頓領地和達科他領地組合而成，範圍包括現在的愛達荷州、蒙大拿州全境和懷俄明州的大部分地區。之後蒙大拿領地和懷俄明領地相機分裂。1890年，愛達荷領地升格為美國第30個州愛達荷州。